# Nitidotellina iridella
Nitidotellina iridella is een tweekleppigensoort uit de familie van de Tellinidae. De wetenschappelijke naam van de soort is voor het eerst geldig gepubliceerd in 1865 door Martens.